# Шлыгин, Алексей Иванович
Алексей Иванович Шлыгин (3 января 1940, с. Кузьминское Рыбновский район Рязанская область, РСФСР — 2 сентября 2006, Владимир) — советский и российский детский писатель

, поэт и публицист. Член Союза писателей СССР (с 1979), член Союза писателей России ( с 1991).

## Биография
Сын сельских учителей. Из-за тяжёлого заболевания с молодости был прикован к инвалидной коляске. Экстерном сдал экзамен за среднюю школу, заочно окончил факультет рисунка и живописи народного университета искусств имени Н. К. Крупской.
В 1966 году А. Шлыгин с семьёй переехал из Ростова-на-Дону в г. Балхаш Карагандинской области (Казахстан). Здесь, в Казахстане, при помощи друзей в издательстве «Жазуши» вышла его первая книга стихов «Контрольная полоса», положившая начало большому творческому пути в литературе.
По состоянию здоровья врачи рекомендовали поменять климат, уехать в центральные районы России. В 1973 году А. Шлыгин с семьёй переехал жить во Владимир.

## Творчество
Автор более двадцати книг стихов и прозы, публиковался во многих коллективных сборниках и альманахах, в прессе, сотрудничал с детскими журналами и газетами.
Много писал для детей. Творчество А. Шлыгина адресовано, в первую очереди, детям дошкольного и младшего школьного возраста. Тематика произведений разнообразна: о природе, лирические, игровые, юмористические. Нередко героями стихов становятся современные школьники. В книгу «Богатырский дозор» (1955) вошло несколько поэм, объединенных одним героем — мальчиком-подростком. Главная идея книги — связь современной жизни и славной истории нашей страны.
Большую роль в его творческой судьбе сыграло знакомство с поэтессой Агнией Барто, которая навестила его и написала предисловие к сборнику его стихов «Знакомство» и отметила поэта в своем выступлении на V съезде российских писателей в 1980 году. Его стихи она характеризовала как «улыбчатые, светлые, умные» и назвала его лучшим детским поэтом. 
Творчество поэта привлекло многих композиторов, писавших песни на его стихи.  Около 20 песен написал композитор С. Зубковский:
- Зоопарк в тетрадке. Вокальный цикл[1]

Зоопарк в тетрадке, исп. хор ДМШ №1 им. С. И. Танеева (2018)
Слон, исп. Александр Лемешкин (1998), исп. хор ДМШ №1 им. Танеева п/у Г. Егоровой (1999)
Лягушка, исп. Александр Лемешкин (январь 1998); исп. Александр Лемешкин (ноябрь 1998); исп. хор п/у Е. Борцовой (1999)
Почему медведь охрип?, исп. Александр Лемешкин (1998)
Письмецо
Волк, исп. Александр Лемешкин (январь 1998)
Хоровод, исп. Александр Лемешкин (1998), исп. хор ДМШ №1 им. Танеева п/у Г. Егоровой (1999)
- Вальс юных музыкантов
- Весёлая песенка бездомного щенка, исп. хоровая студия «Юнона» п/у О. Куликовой, солист - Дима Халиулин  (1999)
- Вечер-негритёнок, исп. хор п/у Г. Дмитриевой (1999)
- Владимир мой
- Десять рук, исп. хор (1998); исп. хор п/у Г. Дмитриевой (солист - Борис Гусейнов) (1999); исп. хор "Ювента" п/у Т. Дмитрик (2006); исп. хор "Ювента" п/у Т. Дмитрик (2008)
- Крылатая песня, посвящённая Александру Окаёмову, исп. Иосиф Кобзон
- Ночная ветка “Что ж ты, ночь, не кончаешься", исп. Марина Пугич (1984)
- Ночь
- Осень “Не видать ни стежек, ни дорожек” (премьера 1999), исп. хоровая студия «Юнона» п/у О. Куликовой (1999)
- Строим БАМ
- Цвет осени "Не напрасно, встав чуть свет...", исп. вок. aнс. (1984)
- Хрюша на курорте, исполняют Алёна и Саша Шагурины (2000); исп. автор (2000)

В конце 1980-х годов обратился к жанру биографической прозы и публицистики.
Его стихи переведены на чешский, немецкий, монгольский, казахский и другие языки.
Похоронен на Улыбышевском кладбище г. Владимира.

## Награды
В 1979 году стал лауреатом Всесоюзного конкурса «Пою моё Отечество», а спустя три года — лауреатом Всероссийского конкурса на лучшее произведение для детей. В 1997 году творчество А. Шлыгина было отмечено премией Владимирской области в сфере культуры, искусства и литературы. Лауреат премии им. Г. Фейгина.

## Избранные произведения
- Контрольная полоса : стихи. – Алма-Ата, 1974.
- Посадил я деревца : стихи для детей дошкольного возраста. - Ярославль : Верхне-Волжское книжное издательство, 1977. - 32 с.
- Знакомство : стихи. – М. : Детская литература, 1978. – 63 с.
- Две параллели: Стихи. — М.: Сов. писатель, 1978,
- Знакомство: Стихи. — М.: Дет. лит., 1978
- Понарошке и по правде : стихи. – М. : Малыш, 1979. – 12 с.
- Эхо: Стихи. — Ярославль: Верх. Волж. кн. изд-во, — 1979
- Родниковая земля; Стихи//Наш современник. — 1979. — № 10. — с. 99.
- Мать и сын: Стихи / Призыв. — 1979
- Мартовские догонялки. Стихи. М.: Малыш. — 1981. – 18 с.
- Учитель: Стихи для детей. — Ярославль: Верх.-Волж. кн. изд-во, 1981
- Мне всё бросается в глаза: Стихи. — М.: Дет. лит., 1982. – 63 с.
- Богатырский дозор: Рассказы в стихах. — М.: Дет. лит. — 1985. – 60 с.
- Знамя на ветру: Книга поэм. — Ярославль: Верх.-Волж. кн. изд-во, 1986
- Ложка-неотложка: Стихи: Для дошкольного возраста. — М.: Малыш, 1988. – 24 с.
- Папу за руку веду : стихи. – Москва : Малыш, 1989. – 24 с.
- Если есть хороший друг : стихи. – Москва : Детская литература, 1990. – 95 с.
- Птица над морем : стихи. – Ярославль : Верхне–Волжское книжное издательство, 1991. – 80 с.
- Приключения Джимми и Рэкса / рис. В. Прадеда. - Владимир, 1993. - 48 с.
- Мишка-пограничник: Всякие истории. — Владимир, 1995. - 40 с.
- Суть : стихотворения и поэмы.- Владимир, 1996.- 280 с.
- Мама-почемучка : стихи для детей.- Владимир, 2002.- 100 с.
- Разноцветный шар земной : стихи для детей : В 3 т.- Владимир, 2007
- Дорога в объезд : проза. Публицистика. - Владимир, 2009. - 208 с.
- От детства до дедства. - Владимир : «Транзит-ИКС», 2010. - 288 с.
- По переулкам памяти : поэмы, стихи, лирические зарисовки, публицистика / [сост. Г.И. Шлыгина]. - Владимир : Транзит-ИКС, 2014. - 223 с.
- Строка, оборванная пулей...: стихи и поэмы / [сост. Г. И. Шлыгина]. - Владимир : ПресСто, 2015. - 94 с.

## Память
- В 2007 году постановлением главы города Владимира учреждена городская премия в области литературы имени А. И. Шлыгина.
- В 2009 году установлена мемориальная доска из черно-красного гранита на доме, где жил А. Шлыгин.